# Naiade (sous-marin)
Le Naiade (en français : Naïade) est un sous-marin de la classe Sirena (sous-classe de la Serie 600, en service dans la Regia Marina lancé au début des années 1930 et ayant servi pendant la Seconde Guerre mondiale.

## Caractéristiques
La classe Sirena était une version améliorée et élargie des précédents sous-marins de la classe Argonauta. La marine italienne décida de commander la construction de la série Sirena alors que la série Argonauta était encore en cours de construction. Le projet initial n’a été que légèrement retouché, quelques améliorations sont apportées et la forme de la coque dans la partie avant est modifiée avec l'adoption de la proue a squalo (requin), caractéristique de tous les sous-marins du Genio Navale Bernardis.
Des études menées par le principal ingénieur de la marine, Pericle Ferretti, ont abouti à la fabrication, dans les années trente, de l'appareil « ML », précurseur du schnorchel. Ces installations, qui auraient apporté d’importantes améliorations en matière de sécurité, d’autonomie, de rapidité et de capacité d’attaque, ont été fabriquées dans le CRDA de Monfalcone en 1934-1935 et commencé à être équipés sur les type Sirena ; cependant, lorsque l'amiral Antonio Legnani devint commandant des sous-marins de la Regia Marina en 1937, il fit enlever et démolir les « ML » car il les considéraient comme superflues.
Ils déplaçaient 691 tonnes en surface et 850 tonnes en immersion. Les sous-marins mesuraient 60,18 mètres de long, avaient une largeur de 4,66 mètres et un tirant d'eau de 4,66 mètres. Leur équipage comptait 36 officiers et hommes d'équipage.
Pour la navigation de surface, les sous-marins étaient propulsés par deux moteurs diesel Tosi de 675 chevaux (503 kW), chacun entraînant un arbre d'hélice. En immersion, chaque hélice était entraînée par un moteur électrique Marelli de 400 chevaux-vapeur (298 kW). Ces moteurs électriques étaient alimentés par une batterie d'accumulateurs au plomb composée de 104 éléments. Ils pouvaient atteindre 14 noeuds (26 km/h) en surface et 7,5 noeuds (13,9 km/h) sous l'eau. En surface, la classe Sirena avait une autonomie de 5 000 milles nautiques (9 300 km) à 8 noeuds (15 km/h). En immersion, elle avait une autonomie de 72 milles nautiques (133 km) à 4 noeuds (7,4 km/h).
Les sous-marins étaient armés de six tubes lance-torpilles de 53,3 centimètres (21 pouces), quatre à l'avant et deux à l'arrière, pour lesquels ils transportaient un total de 12 torpilles. Ils étaient également armés d'un seul canon de pont de 100 mm (3,9 in) (copie du Canon de 10 cm K10 Škoda) à l'avant de la tour de contrôle (kiosque) pour le combat en surface. L'armement anti-aérien consistait en deux ou quatre mitrailleuses Breda Model 1931 de 13,2 mm.

## Construction et mise en service
Le Naiade est construit par le chantier naval Cantieri Riuniti dell'Adriatico (CDRA) de Monfalcone en Italie, et mis sur cale le 9 mai 1931. Il est lancé le 27 mars 1933 et est achevé et mis en service le 16 novembre 1933. Il est commissionné le même jour dans la Regia Marina.

## Historique
Une fois en service, le Naiade est affecté à la Xe Escadrille de sous-marins, basée à Brindisi.
En 1934, il effectue un voyage d'entraînement dans le bassin occidental de la Méditerranée, avec des escales à Almeria et aux Baléares,.
En 1935 et 1936, il est de nouveau employé à l'entraînement dans les eaux italiennes.
En novembre 1936, il est l'un des premiers sous-marins italiens à participer à la guerre civile d'Espagne. Il accomplit trois missions jusqu'en septembre 1937, d'une durée respective de 8, 9 et 6 jours, tant dans les eaux espagnoles qu'en mer Égée, mais il ne voit pas de navires suspects,,.
En 1937, il est déployé à Leros en Grèce et l'année suivante à Brindisi, au sein du 42e Escadron de sous-marins. Enfin, vers 1940, il est affecté à la base libyenne de Tobrouk,.
Envoyé au large d'Alexandrie en Égypte pour la première mission (sous le commandement du lieutenant de vaisseau (tenente di vascello) Luigi Baroni), le 12 juin 1940 il attaque avec son canon de pont un convoi de pontons en remorque. Les munitions sont cependant défectueuses à cause de l'eau qui s'infiltre et, lorsque la canonnière qui escorte le convoi commence à le viser avec ses mitrailleuses, le sous-marin doit battre en retraite,. Vers dix heures du soir du même jour, il repère le grand pétrolier norvégien Orkanger (8 029 tonneaux de jauge brute)) naviguant, apparemment seul, vers Alexandrie : le Naiade lance trois torpilles, dont deux ont touché la proue et le milieu du navire, tandis que la troisième, défectueuse, manque la cible,. Alors que le Orkanger est en train de couler (c'est le premier navire marchand coulé par une unité italienne pendant la Seconde Guerre mondiale), le sous-marin s'éloigne en évitant sans dommage plusieurs grenades sous-marines des unités d'escorte, qui n'avaient pas été vues. Le 15 juin, le Naiade retourne à Tobrouk.
Par la suite, le lieutenant de vaisseau Pietro Notarbartolo prend le commandement du sous-marin.
Le soir du 14 décembre, alors qu'il est en mission au large de Sidi Barrani en Égypte, il entend sur l'hydrophone le bruit des turbines de deux navires. Il s'agit des destroyers britanniques HMS Hereward (H93) et HMS Hyperion (H97), contre lesquels il dirige une attaque à profondeur de périscope,,. Cependant, il est détecté par les deux navires britanniques qui le soumettent à des attaques anti-sous-marines. Des grenades sous-marines explosent à une profondeur légèrement supérieure à celle du Naiade, mais les commotions dues aux explosions ont touché sa coque, causant de graves dommages et une victime, le marin Gaetano Francoforte,,. Remontant en surface pour éviter de couler avec tout son équipage et pour tenter de réagir avec son canon, le sous-marin, constatant que son canon est inutilisable, est abandonné après le début des manœuvres de sabordage, et coule peu après,,. Tout l'équipage est sauvé (et capturé) par le Hereward et le Hyperion,,.
Au total, la Naiade a effectué 4 missions offensives-exploratoires et 4 missions de transfert, pour un total de 4 508 milles nautiques (8 348 km) en surface et 818 milles nautiques (1 514 km) sous l'eau.